# Anna-Marie Globenski
Anna-Marie Globenski (* 2. Juli 1929 in Saint-Barthélemy/Québec; † 8. September 2008 in Québec) war eine kanadische Pianistin und Musikpädagogin.

## Leben
Globenski studierte von 1946 bis 1951 an der École Vincent-d'Indy Klavier bei Jean Dansereau und Musiktheorie bei Claude Champagne. 1951 gewann sie den Prix d'Europe und setzte ihre Ausbildung am Pariser Konservatorium bei Marcel Ciampi und von 1952 bis 1956 an der Kunstakademie Wien bei Bruno Seidlhofer fort. 1954 wurde sie beim Concours de Genève mit einer ehrenden Erwähnung ausgezeichnet, und im Folgejahr nahm sie am Internationalen Chopin-Wettbewerb als erste Kanadierin in der Geschichte des Wettbewerbs teil.
Nach ihrer Rückkehr nach Kanada tourte sie 1956–57 zu Gunsten der Jeunesses musicales du Canada und trat bei der CBC als Solistin und Kammermusikerin auf. Sie unterrichtete von 1960 bis 1962 Klavier und Klavierpädagogik an der École Vincent-d'Indy und arbeitete von 1960 bis 1963 als Klavierbegleiterin im Konservatorium von Québec. Von 1963 bis zu ihrer Emeritierung 1989 unterrichtete sie an der Universität Laval. Dort hatte sie u. a. Funktionen als Direktorin des Graduiertenprogramms (1978–80), des Instrumentalprogramms (1980–82) und des Fortbildungsprogramms (1989–89) inne. Eine ihrer Studentinnen war die Pianistin Jacinthe Couture.
Daneben wirkte sie u. a. als künstlerische Beraterin des Institut canadien de Québec, Jurorin des Prix d'Europe und anderer Musikwettbewerbe in Kanada und Europa, als Beraterin des Kulturministeriums, des Erziehungsministeriums, des Ministeriums für Hochschulbildung und des Ministeriums für Wissenschaft und Technologie von Québec. 2001 gründete sie den Fonds Fondation Anna-Marie-Globenski zur Förderung junger Musiker und Unterstützung humanitärer Aktivitäten und Organisationen. 2005 spendete sie 400.000 US-Dollar zur Finanzierung eines Fonds für Instrumentalpädagogik an der Universität Laval. Im selben Jahr erhielt die vorbereitende Musikschule der Universität den Namen École préparatoire de musique Anna-Marie Globenski.
Globenskis Diskographie umfasst lediglich drei Alben. Auf dem ersten (1964) spielte sie mit der Geigerin Liliane Garnier-Lesage Werke von Béla Bartók, Ludwig van Beethoven, Claude Debussy, Fritz Kreisler, Niccolo Paganini, Maurice Ravel und Henryk Wieniawski. Auf der zweiten (1995) spielte sie mit dem Quatuor Laval Stücke von Louis Vierne und Charles-Marie Widor. Ihr drittes Album (2000) widmete sie romantischen Klavierwerken von Theodore Frederic Molt, Alexander Duff, Charles Wugk Sabatier, Ernst und Gustave Gagnon und Calixa Lavallée.